# خومنو استان
خومنو استان (به لهستانی:  Chełmno Voivodeship) یک استان‌ در مشترک‌المنافع لهستان–لیتوانی است که در Crown of the Kingdom of Poland واقع شده‌است.